# Лаузен (Тренто)
Лаузен је насеље у Италији у округу Тренто, региону Трентино-Јужни Тирол.
Према процени из 2011. у насељу је живело 108 становника. Насеље се налази на надморској висини од 748 м.